# Iguazu ulmeri
Iguazu ulmeri är en nattsländeart som beskrevs av Ross och King 1952. Iguazu ulmeri ingår i släktet Iguazu och familjen Hydrobiosidae. Inga underarter finns listade i Catalogue of Life.

## Bildgalleri

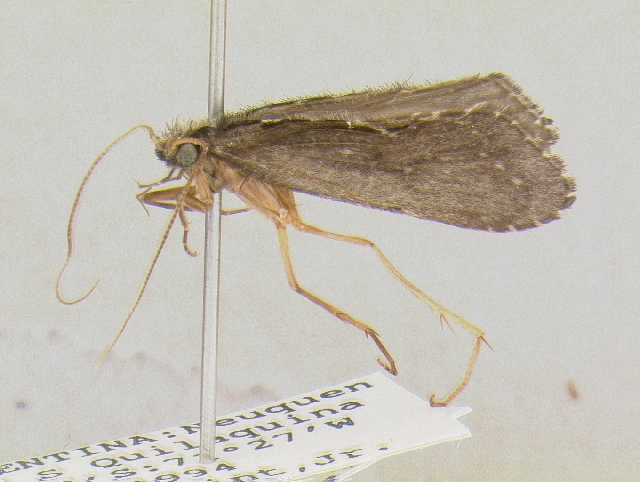